# 뺑반
"뺑반"은 2019년 1월 30일에 개봉한 대한민국의 영화이다.

## 캐스팅
- 공효진 : 은시연 경위 역
- 류준열 : 서민재/김민재 역
- 조정석 : 정재철 역
- 염정아 : 윤지현 과장 역
- 전혜진 : 우선영 계장 역
- 이성민 : 서정채 역
- 유연수 : 박의철 청장 역
- 손석구 : 기태호 역
- Key : 한동수 역
- 이성욱 : 형관 역
- 박예영 : 여정 역
- 박형수 : 최경준 역
- 이학주 : 가르마 역
- 배유람 : 배 형사 역
- 신주환 : 신 형사 역
- 임선우 : 재철 비서 역
- 권혁 : 검찰수사관 1 역
- 나철 : 검찰수사관 2 역
- 박윤희 : 차장 역
- 김태겸 : 사복형사 3 역
- 양한슬 : 사복형사 4 역
- 류경수 : 교통과 의경 역
- 김진옥 : 마티즈 운전자 역
- 하성민 : 아반떼 운전자 역
- 권혁전 : 수산트럭 운전자 역
- 송요셉 : 고속도로 순찰대1 역
- 이도국 : 고속도로 순찰대 2 역
- 공찬호 : 고속도로 순찰대 3 역
- 정용주 : 고속도로 순찰대 막내 역
- 강태영 : 트레이닝 수하 역
- 공성하 : 파티장 직원녀 역
- 한이진 : 스포츠카남 역
- 이소진 : 스포츠카 옆자리녀 역
- 김주영 : 청장 수하 1 역
- 박준희 : 청장 수하 2 역
- 김대한 : 재철 수하 역
- 한우열 : 정장 1 역
- 황보정일 : 정장 2 역
- 안성봉 : 정장 3 역
- 박재광 : 정장 4 역
- 오태근 : 가르마 수하 1 역
- 박주한 : 가르마 수하 2 역
- 이남경 : 여동창 1 역
- 이일현 : 여동창 2 역
- 차래형 : 밀실남 1 역
- 정수교 : 밀실남 2 역
- 이해운 : 국도남 역
- 전호용 : 오토바이 순경 역
- 조유진 : 공도 팔찌녀 역
- 김윤배 : 공도남 1 역
- 황규인 : 배팅남 1 역
- 박현 : DJ 역
- 이창선 : 공도 레이싱모델 1 역
- 정규연 : 공도 레이싱모델 2 역
- 김지수 : 공도 레이싱모델 3 역
- 오혜금 : 공도 레이싱모델 4 역
- 임정인 : 공도 레이싱모델 5 역
- 이세진 : 공도 레이싱모델 6 역
- 최윤민 : 공도 레이싱모델 7 역
- 노도현 : 공도 레이싱모델 8 역
- 김태현 : 징계위원 1 역
- 하민 : 징계위원 2 역
- 선학 :  징계위원 3 역
- 고은민 : 기자 1 역
- 조나단 : 기자 2 역
- 전광진 : 기자 3 역
- 김영 : 재철 동문 1 역
- 안해성 : 재철 동문 2 역
- 이종재 : 재철 동문 3 역
- 황윤성 : 재철 동문 4 역
- 김양수 : 재철 동문 5 역
- 장준현 : 재철 동문 6 역
- 양지일 : 재철 동문 7 역
- 김한석 : 재철 동문 8 역
- 정원형 : 호송차 드라이버 역
- 배우진 : 상황실 경찰 1 역
- 최세용 : 상황실 경찰 2 역
- 이가경 : 상황실 경찰 3 역
- 김대근 : 재철 덩치가드 1 역
- 조홍수 : 재철 덩치가드 2 역
- 안대웅 : 재철 덩치가드 3 역
- 승형배 : 재철 덩치가드 4 역
- 김재원 : 재철 덩치가드 5 역
- 이대광 : 재철 덩치가드 6 역
- 최성환 : 재철 덩치가드 7 역
- 김흥태 : 덩치 경호원 1 역
- 이성교 : 덩치 경호원 2 역
- 박경근 : 서장 역
- 장현동 : 저격수 역
- 임준혁 : 베르나운전자 역
- 천샘 : 베르나 딸 역
- 김지환 : 베르나 아들 역
- 정수지 : 에필로그 여경 역
- 서성금 : 여자간수 역
- 박성하 : 여교도관 역
- 이순자 : 동네할머니 1 역
- 이명자 : 동네할머니 2 역
- 신재영 : 동네할머니 3 역
- 박경현 : 동네할머니 4 역
- 장근영 : 렉카기사 1 역
- 정원형 : 렉카기사 2 역
- 박인규 : 렉카기사 3 역
- 황준호 : 침대남 역
- 김진욱 : 마티즈 시체 역
- 김여진 : YTN 앵커 역
- 유민상 : KBS개그콘서트 역
- 송준근 : KBS개그콘서트 역
- 정해철 : KBS개그콘서트 역
- 홍현호 : KBS개그콘서트 역
- 김회경 : KBS개그콘서트 역
- 김고은 : 생머리 역 (특별출연)

## 같이 보기
- 2019년 대한민국의 영화 목록